# 三菱・FTO
FTO（エフティーオー）は、三菱自動車工業がかつて製造・販売していた2ドアノッチバッククーペ型の乗用車（スペシャルティカー）である。

## 概要
三菱のホットモデルだったギャランクーペFTOの名称を継承した2ドアクーペであり、先行して登場していたGTOの弟分にあたる。ミラージュと基本コンポーネンツを共用しており、駆動方式は前輪駆動のみである。モーターショーでAWD仕様も参考出品されたが、販売には至らなかった。国内専用車で、日本国外への正規輸出は行われていない。
エンジンは6A12 2.0L V型6気筒DOHC24バルブと、4G93 1.8L 直列4気筒SOHC16バルブの2種類を搭載。V型6気筒は170PS（マイナーチェンジ後は180PS）仕様とMIVECを採用した200PS仕様がラインナップされていた。また、AT車には日本で初めてマニュアルモード（三菱では『スポーツモード』と呼称）を搭載するINVECS-IIを採用した（当初は4速、マイナーチェンジ後は5速）。型式は1.8L車がDE2A、2.0L車がDE3A。
他社同クラスの車種（日産・シルビア、トヨタ・セリカ、ホンダ・インテグラなど）ではMT車の販売比率が高かったが、FTOは広告などでAT車を中心とした販売戦略を採っており、同クラスの車種には設定のない4段/5段スポーツモード付きATを採用していたことなどから、当時のスペシャルティカーとしては珍しくMT車よりもAT車の比率が高かった。
重いV型6気筒エンジンを搭載するため、足回りは比較的硬めに設定されている。FF車ながら旋回性能が高く、当時の国産車の中でも比較的高いボディ剛性を確保している。元レーサーで評論家の桂伸一は「ドリフト競技でFF車部門があれば一番」とコメントしている。このため、1995年にホンダ・インテグラタイプRが発売されるまでは「国産FF車最速」との呼び声も高かった。

## 初代（1994年-2000年）DE2/3A型
- 1994年10月 発売。キャッチコピーは『この運動神経は、ただ者じゃない』。同年の日本カー・オブ・ザ・イヤーを受賞し、その記念モデルとして、ダンデライオンイエローのボディカラーを設定した特別仕様車が500台限定で発売された。
- 1996年2月 マイナーチェンジ。GPとGR SPORTS PACKAGEが追加。運転席のSRSエアバッグを標準装備化。
- 1997年2月 2度目のマイナーチェンジ。フロントバンパーのデザインが変更され、ボディカラーも一部変更された。6A12エンジンの非MIVEC仕様の馬力・トルクが向上し、GSとGRを除くATが5段化。ABSも標準装備化された。また、各種特別装備を奢った「エアロシリーズ」が限定販売された。
- 2000年7月 新しく採用される側面衝突安全基準に適合させると採算が取れないとして、GTOとともに生産終了[2]。以後、在庫のみの対応となる。
- 2000年9月 販売終了。これにより、2004年にエクリプススパイダーが発売されるまでの間、日本市場における三菱のラインナップからクーペタイプの車種が一時的に消滅した。

## 生産・販売
- 生産工場は、三菱自動車工業水島製作所。
- 総販売台数　3万8,028台
  - 1994年 - 7,035台
  - 1995年 - 2万773台
  - 1996年 - 5,536台
  - 1997年 - 2,433台
  - 1998年 - 1,286台
  - 1999年 - 680台
  - 2000年 - 285台

## FTO EV
三菱自動車は早い段階から電気自動車の開発に着手しており、その一環としてFTOをベースにした電気自動車FTO-EVが1998年に製作された。この車はリチウムイオン二次電池によって最高出力70kWのモーターを駆動する。1回の充電で走れる距離は市街地であれば150km前後、最高速度は186km/hである。KAZが製作されるまで、ナンバープレートが付いて公道を走れる電気自動車としては最速であった。なお、FTO-EVの開発によって得られたデータは、後のMiEVシリーズに引き継がれた。

## モータースポーツ
1998年から1999年にかけて、全日本GT選手権（JGTC、現・SUPER GT）のGT300クラスにチーム・テイボン・ラリーアートより参戦。エンジンは4G63に換装していた。1998年度は中谷明彦と原貴彦のコンビで年間総合5位、1999年度は中谷明彦とラルフ・ファーマンのコンビで年間総合6位。
その他、ジムカーナやダートトライアル等の競技等で使用されることも多い。また、パイクスピーク・インターナショナル・ヒルクライムのオープンクラス部門にエントリーしたFTOは、助手席にエンジンを置き、後ろに伸びたドライブシャフトでリアを駆動し、そこから再びディファレンシャルを介して前に折り返す形で伸ばされたドライブシャフトによってフロントを駆動するという、変則的な4WDを採用した例がある。

## 車名の由来
Fresh Touring Originationの略。【言語】英語　
「若々しいツーリングカーの創造」という意味。